# 夜が終わる場所
『夜が終わる場所』（よるがおわるばしょ）は、2012年9月22日より渋谷ユーロスペースでのレイトショーを皮切りに全国公開される日本の映画。世田谷一家殺害事件をモチーフに日本の裏社会で生きる親子を描いたフィルム・ノワール作品。黒沢清などの助監督をつとめた宮崎大祐による初長編監督作品である。出演は中村邦晃、小深山菜美、塩野谷正幸など。

## キャスト
- 中村邦晃 　-　小嶋アキラ　役
- 小深山菜美　-　須藤雪音　役
- 塩野谷正幸　-　小嶋為五郎　役
- 扇田拓也

## スタッフ
- 監督・脚本: 宮崎大祐
- プロデューサー: 横手三佐子
- 撮影: 芦澤明子
- 照明: 御木茂則
- 録音: 高田伸也
- メイク: 木村怜子
- 助監督: 滝野弘仁
- 制作進行: 冨永威充
- 音楽: 宇波拓
- 製作・配給: Gener80 Film Production/Alvorada Films

## 上映された主な映画祭
- 第35回サンパウロ国際映画祭2011　ヤング・ディレクターズ・コンペティション部門正式出品
- 第11回トランシルヴァニア国際映画祭2012  コンペティション部門正式出品
- 第40回モントリオールヌーボーシネマ2011　インターナショナル・パースペクティブ部門正式出品
- 第4回トロント新世代映画祭2012　特別賞受賞作
- 第2回マドリッド国際映画祭2012　非英語圏主演女優賞ノミネート作
- 第2回ファンタスティック・ザグレブ国際映画祭2012　オリエント・エクスプレス部門正式出品